# Bescherellia cryphaeoides
Bescherellia cryphaeoides là một loài rêu trong họ Cyrtopodaceae. Loài này được Müll. Hal. M. Fleisch. mô tả khoa học đầu tiên năm 1920.